# Ponticello di pietre

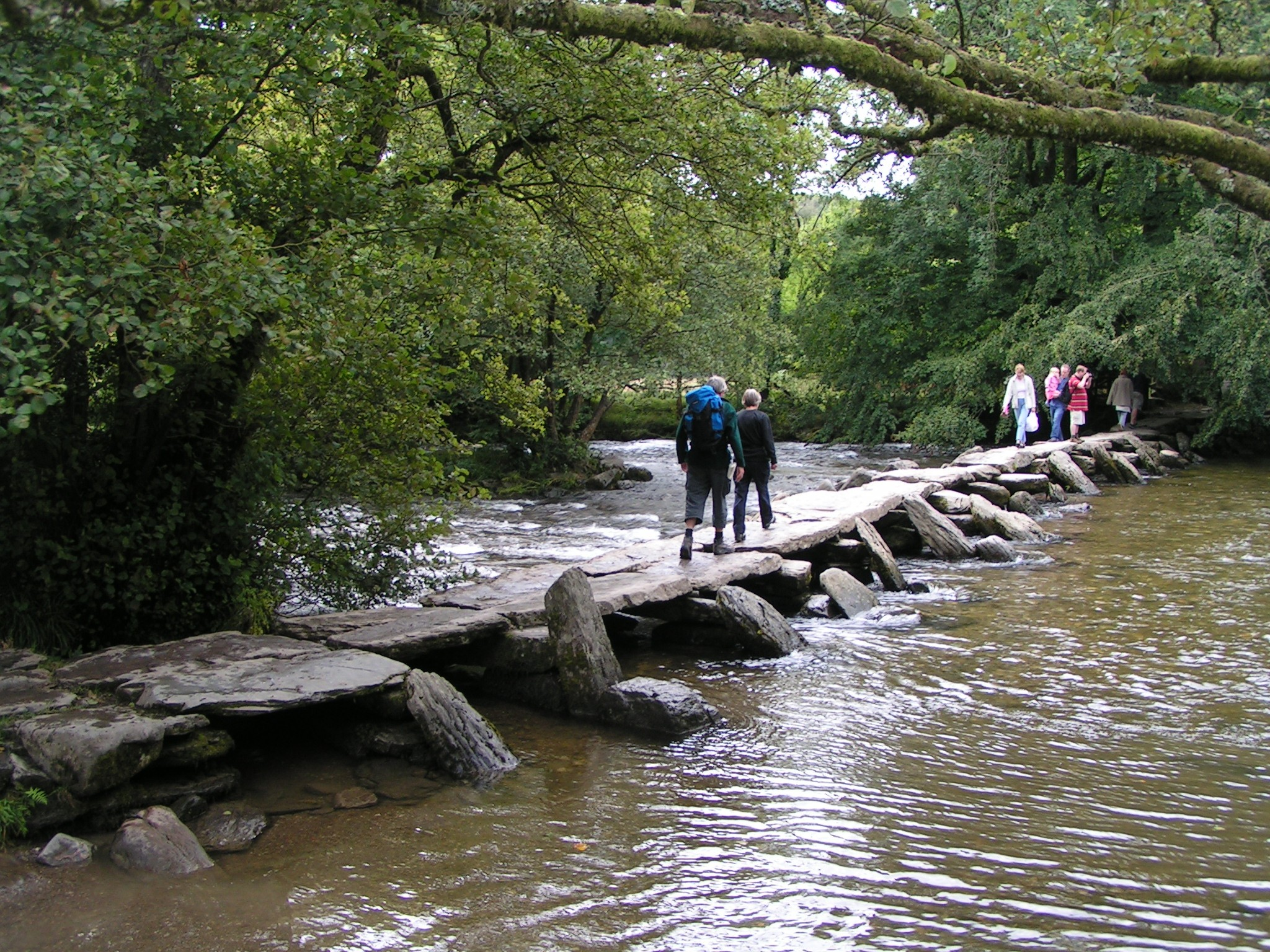
Tarr Steps, Exmoor, Somerset, Inghilterra

Un ponticello di pietre  è un ponte che costituisce un attraversamento con pietre spesso in granito o scisti supportati da piloni di pietra. Essi sono particolarmente diffusi in Inghilterra, nel Devon.

## Storia
Anche se spesso ritenuto di origini preistoriche, tale tipologia di ponte venne impiegata soprattutto in epoca medievale e per diversi secoli successivi. Spesso sono posizionati in presenza di guadi dove è possibile attraversare. Il nome inglese di clapper bridge secondo il Dartmoor National Park sembrerebbe derivato dalla parola clapper che a sua volta deriva dall'antico inglese cleaca, significante creare ponti con pietre e l' Oxford English Dictionary da la definizione del mediolatino clapus, claperius, o di origine gallica con l'iniziale significato di "pila di pietre".

## Esempi

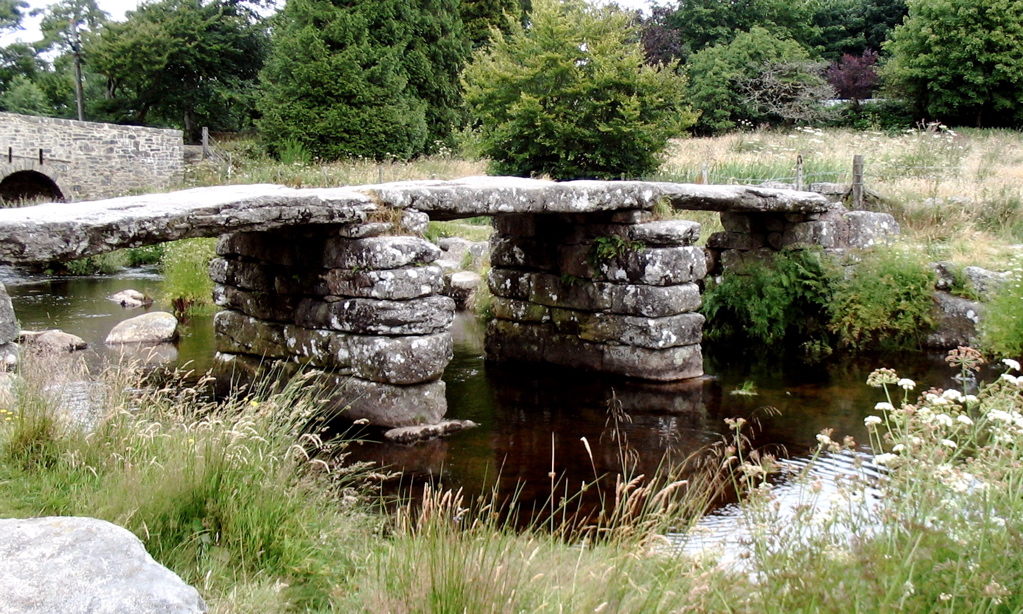
Il ponticello di pietre di Postbridge

Un ottimo esempio di tale ponte è il Postbridge Clapper Bridge posto a Postbridge, presso Dartmoor. Esso è lungo quattro metri per due metri di larghezza per il peso totale di otto tonnellate e può essere attraversato da piccoli mezzi. La prima memoria storica della sua esistenza è accertata al 1380 e venne costruito per facilitare le attività minerarie di Tavistock.
Altri esempi noti sono il Tarr Steps sul fiume Barle ad Exmoor, lo Stara Bridge sul fiume Lynher nella Cornovaglia orientale.

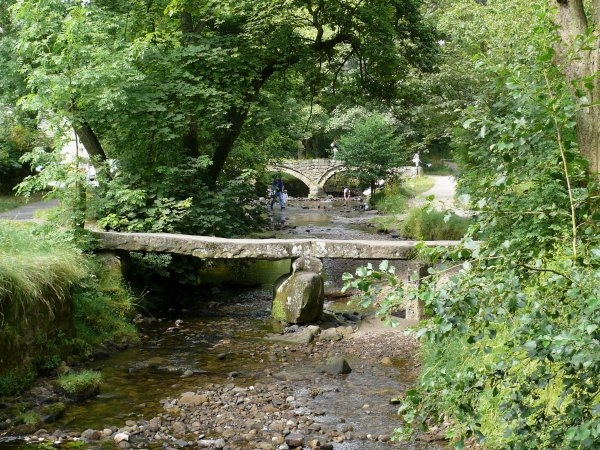
Un ponticello di pietre a Wycoller, Pendle, East Lancashire

Alcuni ponticelli di pietre di maggiori dimensioni, come quelli di Dartmeet e Bellever, sono andati col tempo distrutti sia per l'innalzamento delle acque che li hanno in parte o del tutto sommersi, sia per la sostituzione con ponti moderni che li ha resi cave di materiali per altre costruzioni.
Per quando il termine "clapper bridge" sia strettamente associato al mondo anglosassone, esistono comunque esempi analoghi di questi ponti in tutto il mondo, come ad esempio il ponte Anping in Cina che è lungo due chilometri.